# Luis López García
Luis López García, detto Lucho (Lugo, 12 febbraio 1989), è un giocatore di calcio a 5 spagnolo.

## Carriera
Come ultimo ha iniziato le giovanili del Juventudes de Puebla, ha poi giocato nel 2005-06 nel Muebles Caloto, per poi passare nelle giovanili della formazione di Division de Honor del Santiago. Dalla stagione 2008-09 entra a far parte stabilmente della prima squadra, meritando la convocazione nella Nazionale Under-21 di calcio a 5 della Spagna giunta alle semifinali del campionato europeo di calcio a 5 Under-21 2008.